# Jeziora (herb szlachecki)
Jeziora – herb szlachecki Królestwa Polskiego.

Herb Jeziora

## Opis herbu
W polu błękitnym pomiędzy dwiema gwiazdami złotymi przewiązany trzykrotnie na krzyż takiż pęk liktorski w skos. Klejnot: trzy pióra strusie. 

## Pochodzenie herbu
Cesarz rosyjski Mikołaj I, jako król polski, nadał w roku 1842 nowe szlachectwo Królestwa Polskiego urzędnikowi warszawskiego fiskusa Janowi Józefowi Maciejowi Jeziorańskiemu (1795–1846), synowi Dominika i Urszuli z Kozłowskich. Podniesienie do rangi szlachectwa nastąpiło z racji otrzymania przez niego Orderu św. Stanisława 3. klasy. Dyplom szlachectwa wraz z herbem wydano w 1857 już jego synom Janowi Jeziorańskiemu i Karolowi Jeziorańskiemu (1832-1904).

## Herbowni
- Jan Jeziorański, powstaniec styczniowy (Polski Słownik Biograficzny)
- Bolesław Jeziorański (1868-1920), artysta-rzeźbiarz (Polski Słownik Biograficzny)
- Jan Marian Jeziorański (1865-1933), przemysłowiec (Polski Słownik Biograficzny)